# 11519 Adler
För andra betydelser, se Adler (olika betydelser).
11519 Adler eller 1991 GZ4 är en asteroid i huvudbältet som upptäcktes den 8 april 1991 av den belgiske astronomen Eric W. Elst vid La Silla-observatoriet. Den är uppkallad efter den österrikiske läkaren Alfred Adler.
Asteroiden har en diameter på ungefär 3 kilometer och den tillhör asteroidgruppen Massalia.